# Andrea Henkel
Andrea Henkel (Ilmenau, 10 de diciembre de 1977) es una deportista y militar alemana que compitió en biatlón. Su hermana Manuela compitió en esquí de fondo. Está casada con el biatleta estadounidense Tim Burke.
Participó en cuatro Juegos Olímpicos de Invierno, entre los años 2002 y 2014, obteniendo en total cuatro medallas: dos de oro en Salt Lake City 2002, una de plata en Turín 2006 y una de bronce en Vancouver 2010.
Ganó 16 medallas en el Campeonato Mundial de Biatlón entre los años 2000 y 2013, y una medalla de oro en el Campeonato Europeo de Biatlón de 1998.

## Palmarés internacional
| Juegos Olímpicos   | Juegos Olímpicos                | Juegos Olímpicos  | Juegos Olímpicos |
| Año                | Lugar                           | Medalla           | Prueba           |
| ------------------ | ------------------------------- | ----------------- | ---------------- |
| 2002               | Salt Lake City (Estados Unidos) | Medalla de oro    | Individual       |
| 2002               | Salt Lake City (Estados Unidos) | Medalla de oro    | Relevos          |
| 2006               | Turín (Italia)                  | Medalla de plata  | Relevos          |
| 2010               | Vancouver (Canadá)              | Medalla de bronce | Relevos          |
| Campeonato Mundial |                                 |                   |                  |
| Año                | Lugar                           | Medalla           | Prueba           |
| 2000               | Oslo (Noruega)                  | Medalla de plata  | Relevos          |
| 2001               | Pokljuka (Eslovenia)            | Medalla de plata  | Relevos          |
| 2005               | Hochfilzen (Austria)            | Medalla de oro    | Individual       |
| 2005               | Hochfilzen (Austria)            | Medalla de plata  | Relevos          |
| 2007               | Anterselva (Italia)             | Medalla de oro    | Salida en grupo  |
| 2007               | Anterselva (Italia)             | Medalla de oro    | Relevos          |
| 2008               | Östersund (Suecia)              | Medalla de oro    | Velocidad        |
| 2008               | Östersund (Suecia)              | Medalla de oro    | Persecución      |
| 2008               | Östersund (Suecia)              | Medalla de oro    | Relevos          |
| 2009               | Pyeongchang (Corea del Sur)     | Medalla de plata  | Relevos          |
| 2009               | Pyeongchang (Corea del Sur)     | Medalla de bronce | Relevo mixto     |
| 2011               | Janty-Mansisk (Rusia)           | Medalla de oro    | Relevos          |
| 2011               | Janty-Mansisk (Rusia)           | Medalla de plata  | Relevo mixto     |
| 2012               | Ruhpolding (Alemania)           | Medalla de oro    | Relevos          |
| 2012               | Ruhpolding (Alemania)           | Medalla de bronce | Relevo mixto     |
| 2013               | Nové Město (República Checa)    | Medalla de plata  | Individual       |
| Campeonato Europeo |                                 |                   |                  |
| Año                | Lugar                           | Medalla           | Prueba           |
| 1998               | Minsk (Bielorrusia)             | Medalla de oro    | Relevos          |